# 万三蹄

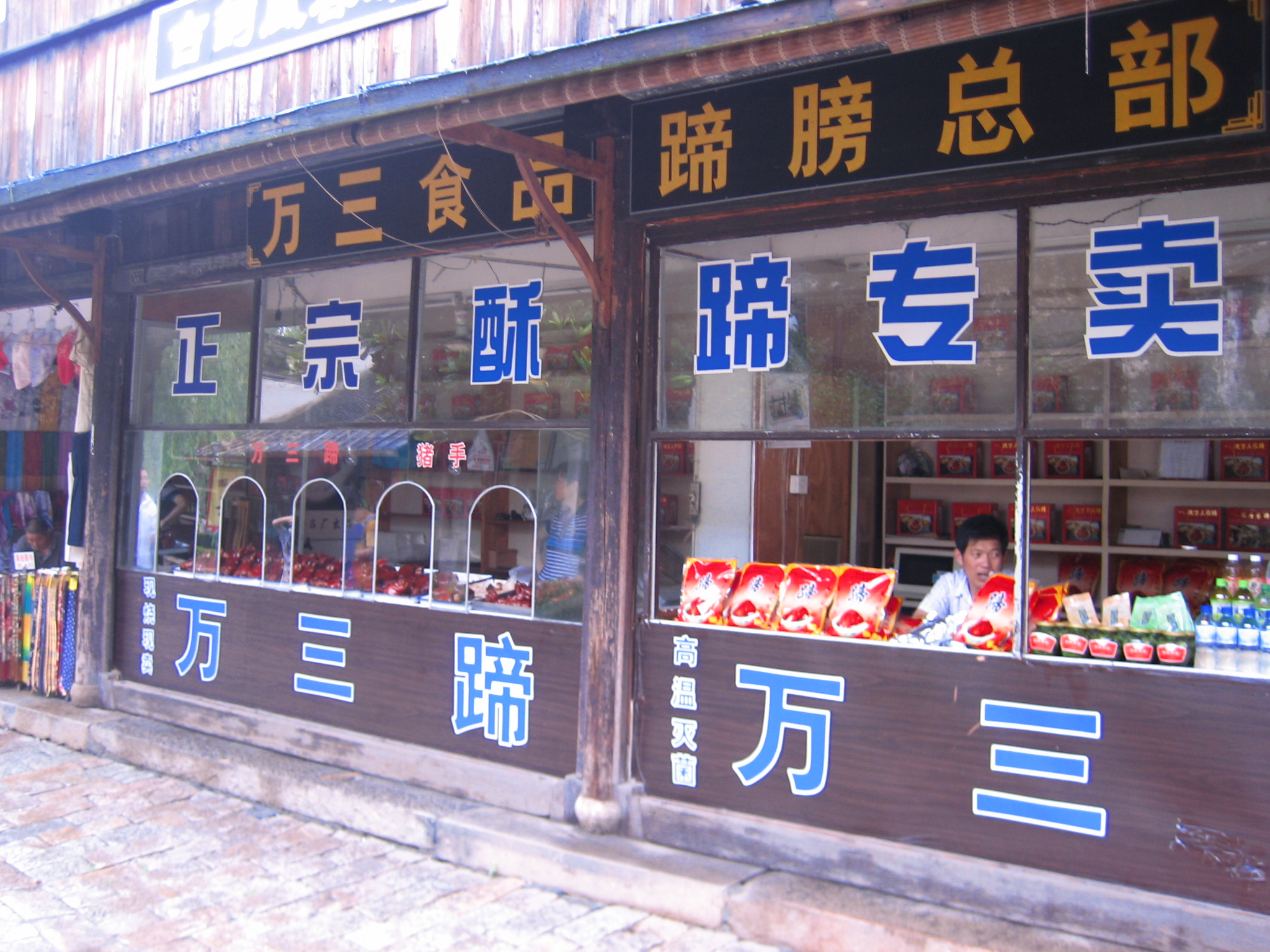
苏州市周庄镇街头售卖万三蹄的商店

万三蹄是一种红烧蹄膀，是中華人民共和國江苏省周庄的特产。相传是明朝大商人沈万三献给皇帝朱元璋的食品，因而得名。

## 名称来源
万三蹄，实则是猪蹄膀，为了避讳当时皇帝朱元璋的朱字，而采用了出于沈万三家的万三两字，也谐音为“往上提”。相传朱元璋当时入住沈万三家时，沈万三的侧室为其准备的万三蹄，朱元璋很喜欢，问是谁做的时，沈万三好面子，就说是厨娘做的。朱元璋希望带走厨娘，但由于沈万三所说的厨娘是他的侧室，所以当然不能被朱元璋带走。朱元璋见其面露勉强之色，也就作罢，只希望下次来仍能品尝到如此美味的食物，因此不知皇上会何时到来，万三蹄也因此成为了沈家餐餐必备。

## 相关新闻
2023年9月11日下午，江苏苏州姑苏区中张家巷口发生一起伤人案件，嫌疑人毛某国因纠纷持折叠水果刀将宋某红划伤。事发时，一位“碎花裙女生”挺身而出，用雨伞奋力阻止，同时一家店铺的店长、店员手持长勺也冲了出去，同四周群众一起将伤人者控制住。姑苏公安分局已确认“碎花裙女生”刘杨和“大勺哥”焦元师、刘强为见义勇为人员。据了解，“碎花裙女生”刘杨是来自重庆的游客。“大勺哥”之一的焦元师是退伍军人，来自连云港，跟着战友到苏州创业，目前是万三蹄（平江路）店的合伙人和店长。另一位“大勺哥”刘强来自河南，是店铺店员。